# Cusiel
Cusiel ou Kushiel (lit. "O rígido do Senhor", é um anjo que se diz punir individualmente no Inferno.

## Nos escritos hebraicos
Cusiel é um dos sete anjos da punição, com Hutriel, Laatiel, Macatiel, Puriel (também escrito Pusiel), Rogziel e Softiel.
Como um "anjo presidente do Inferno", ele é dito punindo as nações com um chicote feito de fogo,
Entretanto, dentro os outros anjos da punição, é reportado no Segundo Livro de Enoque, capítulo 10, versículo 3, a habitar o Terceiro Céu.

## Na ficção
Cusiel aparece como um personagem na série de romances de Jacqueline Carey intitulada de O Legado de Kushiel. Kushiel era o anjo punidor do deus Yeshuites. É o principal antagonista do video game King of Fighters Maximum Impact 2. Kushiel é um personagem recorrente nos livros de John Connolly.